# Zdeněk Dohnal
Zdeněk Dohnal (* 11. August 1948 in Znojmo) ist ein ehemaliger tschechoslowakischer Radrennfahrer und nationaler Meister im Radsport.

## Sportliche Laufbahn
Dohnal war Bahnradfahrer. Er war Teilnehmer der Olympischen Sommerspiele 1972 in München und bestritt die Mannschaftsverfolgung. Das Team mit Zdeněk Dohnal, Jiří Mikšík, Anton Tkáč und Milan Zyka schied in der Qualifikation aus.
Bei den Spielen 1976 in Montreal startete er erneut. Zdeněk Dohnal, Michal Klasa, Petr Kocek und Jiří Pokorný belegten in der Mannschaftsverfolgung den 5. Platz.
1974 gewann er bei den UCI-Bahn-Weltmeisterschaften in der Mannschaftsverfolgung mit Michal Klasa, Petr Kocek und Pavel Doležel die Bronzemedaille.
Im Straßenradsport gewann Dohnal 1978 eine Etappe in der Tour de Bohemia und 1981 eine Etappe der Lidice-Rundfahrt. 1970 und 1971 wurde er nationaler Meister in der Mannschaftsverfolgung. Zweimal wurde er Vize-Meister in dieser Disziplin.